# Chile Chico (kommun)
Chile Chico är en kommun i Chile.   Den ligger i provinsen Provincia General Carrera och regionen Región de Aisén, i den södra delen av landet, 1 500 km söder om huvudstaden Santiago de Chile. Chile Chico ligger vid sjön Lago Buenos Aires.
I omgivningarna runt Chile Chico växer i huvudsak blandskog. Trakten runt Chile Chico är nära nog obefolkad, med mindre än två invånare per kvadratkilometer.